# قضیه توسیع تیتز
در توپولوژی، قضیه توسیع تیتز (به انگلیسی: Tietze Extension Theorem) (که به آن قضیه توسیع تیتز-اوریسون-براور هم می گویند) می گوید که توابع پیوسته روی زیرمجموعه ای بسته از یک فضای توپولوژیکی نرمال را می توان به تمام فضا توسیع داد. در صورت لزوم می توان کرانداری را نیز حفظ نمود.